# Regierungsbezirk Osnabrück
| Regierungsbezirk Osnabrück | Regierungsbezirk Osnabrück                         |
| -------------------------- | -------------------------------------------------- |
| Bestandszeitraum           | 1885–1978                                          |
| Zugehörigkeit              | 1885–1946 Provinz Hannover 1946–1978 Niedersachsen |
| Sitz                       | Osnabrück                                          |
| Fläche                     | 6101 km² (1977)                                    |
| Einwohner                  | 795.300 (1977)                                     |
| Bevölkerungsdichte         | 130 Einw./km² (1977)                               |
|                            |                                                    |

Der Regierungsbezirk Osnabrück war ein Regierungsbezirk der preußischen Provinz Hannover und des Landes Niedersachsen. Er bestand von 1885 bis 1978. 1978 wurde er mit dem Regierungsbezirk Aurich und dem Verwaltungsbezirk Oldenburg zum Regierungsbezirk Weser-Ems vereinigt, der wiederum am 31. Dezember 2004 – wie auch die anderen drei niedersächsischen Regierungsbezirke – aufgelöst wurde.

## Geschichte

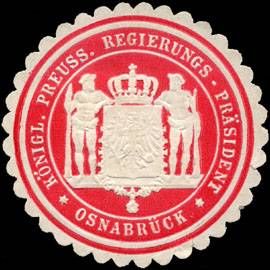
Siegelmarke „Königlich Preussischer Regierungs-Präsident Osnabrück“

Nach der Angliederung des 1810 an das napoleonische Frankreich gefallenen früheren Hochstifts Osnabrück an das Königreich Hannover im Jahre 1813 wurde in Osnabrück zunächst eine „Regierungskommission“ eingesetzt, die 1816 durch eine Provinzialregierung ersetzt wurde. Der Amtsbezirk dieser Behörde, die ihren Sitz im Osnabrücker Schloss hatte, umfasste das alte Hochstift Osnabrück, die Niedergrafschaft Lingen und den emsländischen Teil des Herzogtums Arenberg-Meppen. 1823 wurde die Provinzialregierung durch die Landdrostei Osnabrück ersetzt, der nun auch die Grafschaft Bentheim unterstellt wurde.

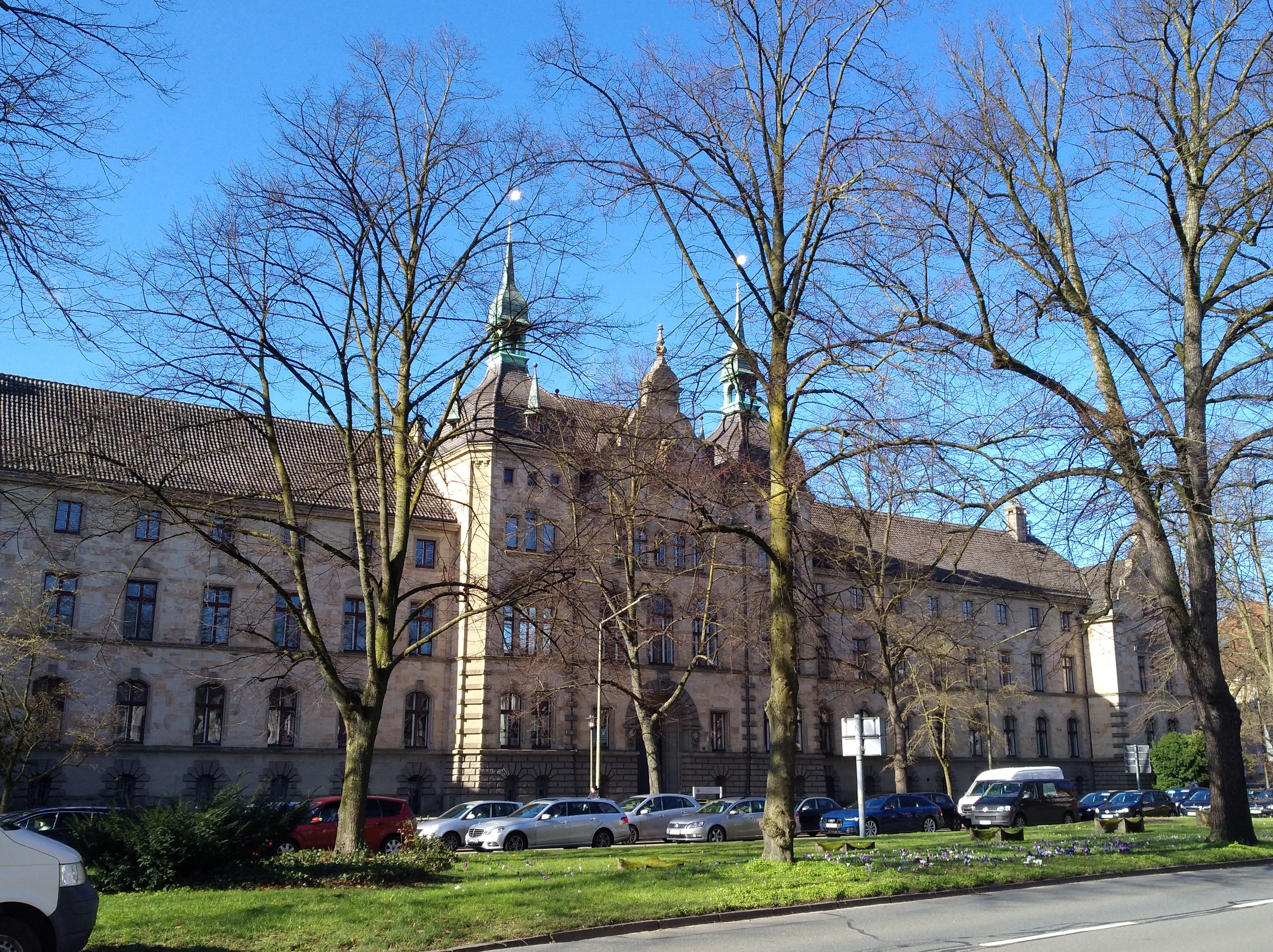
Ehem. Regierungsgebäude

Nach der Annexion des Königreichs Hannover durch Preußen im Jahre 1867 blieben die hannoverschen Verwaltungsstrukturen zunächst bestehen. 1885 wurde schließlich aus der Landdrostei Osnabrück der Regierungsbezirk Osnabrück gebildet. Vorbild waren die bereits in den anderen preußischen Provinzen 1815/1816 errichteten Regierungsbezirke. Gleichzeitig wurde die alte hannoversche Verwaltungsgliederung in Städte und Ämter durch eine Gliederung in Kreise ersetzt. 1895 bezog die Osnabrücker Regierung das neu errichtete Regierungsgebäude am Kanzlerwall, dem heutigen Heger-Tor-Wall.
1978 ging der Regierungsbezirk Osnabrück im neuen Regierungsbezirk Weser-Ems auf. Das Osnabrücker Regierungsgebäude wurde Sitz der Schulabteilung der Behörde des Regierungsbezirks, der Bezirksregierung, und Dienstsitz des stellvertretenden Behördenleiters, des Regierungsvizepräsidenten. Seit der Auflösung der Bezirksregierung Weser-Ems (Ende 2004) dient das frühere Osnabrücker Regierungsgebäude als Dienstsitz der Polizeidirektion Osnabrück. Es beherbergte außerdem bis Ende 2008 Teile der Abteilung Osnabrück der Landesschulbehörde Niedersachsens.

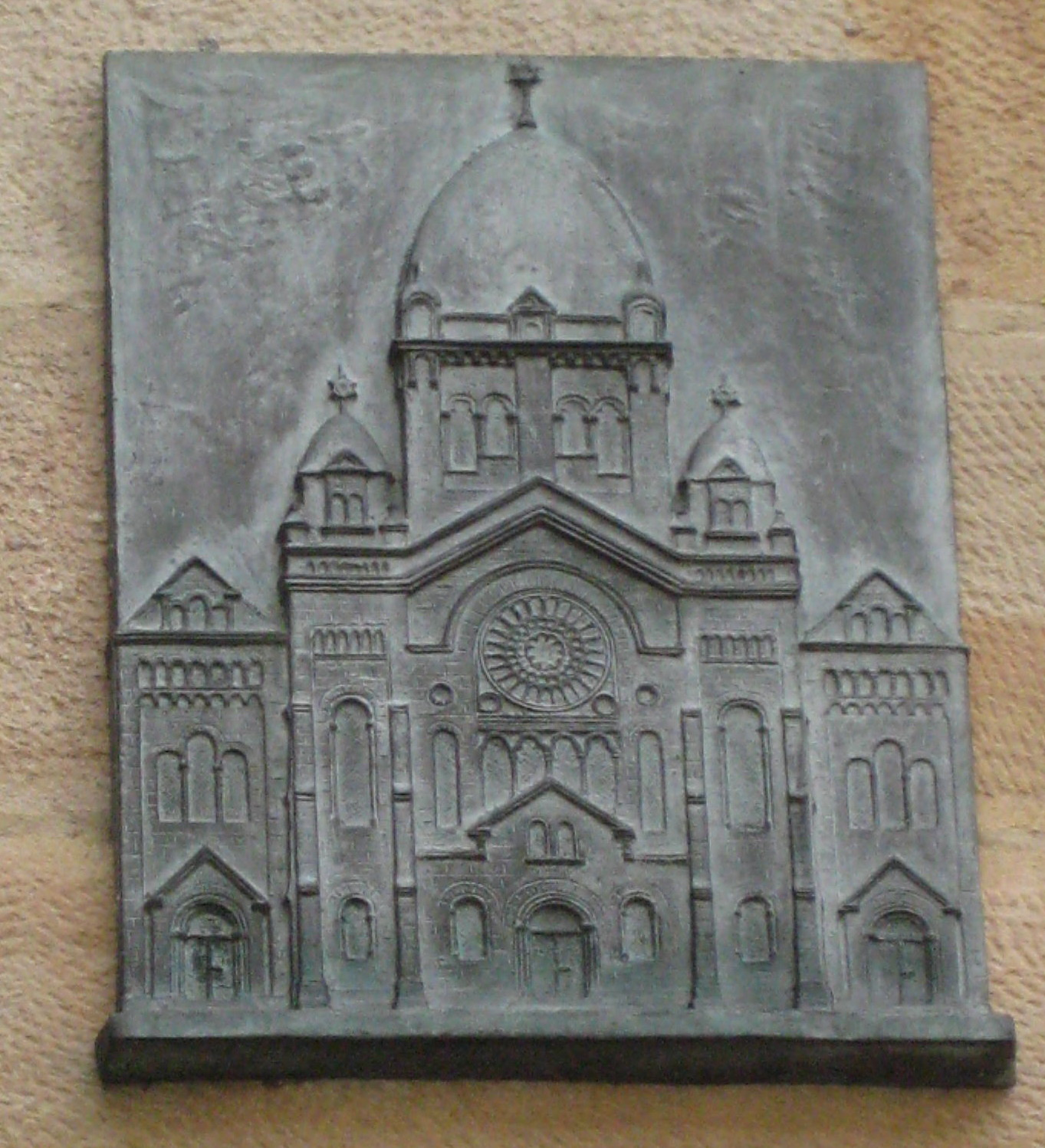
Die Alte Synagoge auf der Gedenktafel von 1978 am Erweiterungsbau des ehemaligen Regierungsgebäudes

Am Erweiterungsbau des Regierungsgebäudes aus dem Jahr 1956 zur Rolandstraße (seit 1978 „Alte-Synagogen-Straße“) wurden 1978 Gedenkplaketten angebracht, die an die Alte Synagoge erinnern. Sie hatte sich seit 1906 auf diesem Grundstück befunden, wurde am 9. November 1938 in Brand gesetzt, worauf der damalige Osnabrücker Oberbürgermeister Erich Gaertner am selben Tag den Abriss verfügte. Er strebte einen Gebietstausch der Fläche mit Gelände im Staatsbesitz am Schloss Osnabrück an.

## Verwaltungsgliederung
1885 wurde der Regierungsbezirk Osnabrück in einen Stadtkreis und zehn Landkreise gegliedert:
| 1. Kreis Aschendorf 2. Kreis Bersenbrück 3. Kreis Grafschaft Bentheim 4. Kreis Hümmling 5. Kreis Iburg 6. Kreis Lingen 7. Kreis Melle 8. Kreis Meppen 9. Land- und Stadtkreis Osnabrück 10. Kreis Wittlage |  | Regierungsbezirk Osnabrück in der Provinz Hannover |

1932 wurde der Kreis Aschendorf mit dem größten Teil des Kreises Hümmling zum Kreis Aschendorf-Hümmling zusammengeschlossen. Die restlichen Gemeinden des Kreises Hümmling kamen zum Kreis Meppen. Ebenfalls 1932 wurde der Kreis Iburg aufgelöst und in den Landkreis Osnabrück eingegliedert. Seit 1939 hießen alle Kreise des Regierungsbezirks Landkreis.
Zu weiteren umfangreichen Gebietsreformen kam es in den 1970er-Jahren. Zunächst wurden 1972 die Landkreise Bersenbrück, Melle und Wittlage in den Landkreis Osnabrück eingegliedert. 1974 änderten sich die Außengrenzen des Regierungsbezirks, als Gehlenberg und Neuvrees aus dem Landkreis Aschendorf-Hümmling nach Friesoythe und Wachtum aus dem Landkreis Meppen nach Löningen im Landkreis Cloppenburg eingemeindet wurden. Gleichzeitig wurden die drei Gemeinden Vörden, Hinnenkamp und Hörsten aus dem Landkreis Osnabrück nach Neuenkirchen im Landkreis Vechta eingemeindet.
1977 wurde aus den Landkreisen Aschendorf-Hümmling und Meppen sowie dem größten Teil des Landkreises Lingen der neue Landkreis Emsland gebildet. Aus dem Landkreis Lingen fiel lediglich Wietmarschen an den Landkreis Grafschaft Bentheim. Der Regierungsbezirk Osnabrück umfasste somit zuletzt die kreisfreie Stadt Osnabrück sowie die drei Landkreise Emsland, Grafschaft Bentheim und Osnabrück. Nach seiner Auflösung ging der Regierungsbezirk Osnabrück am 1. Februar 1978 im neuen Regierungsbezirk Weser-Ems auf.

## Regierungspräsidenten
- 1885–1887: Gustav von Gehrmann (1823–1892)
- 1887–1900: Gustav Stüve (1833–1911)
- 1900–1901: Georg von Heydebrand und der Lasa (1853–1901)
- 1902–1908: Friedrich von Barnekow (1848–1908)
- 1908–1909: Philipp von Baumbach (1860–1911)
- 1909–1917: Richard von Bötticher (1855–1934)
- 1917–1922: August Tilmann (1867–1923)
- 1922–1933: Adolf Sonnenschein (1886–1965)
- 1933–1937: Bernhard Eggers (1882–1937)
- 1938–1944: Wilhelm Rodenberg (1892–1955)
- 1944–1945: Hans-Joachim Fischer (1904–2000)
- 1945–1951: Johannes Petermann (1886–1961)
- 1951–1967: Egon Friemann (1906–1967)
- 1967–1975: Josef Zürlik (1910–1993)